# Federació Socialista Balear
Federació Socialista Balear (FSB) és l'organització que agrupava els socialistes de les Illes Balears afiliats al PSOE. Després d'un primer intent en 1913-15, que reuní només grups de Mallorca, es constituí definitivament pel maig del 1932, amb 16 agrupacions (el 1933 foren 20) i 1 139 afiliats (955 de Mallorca, 112 de Menorca i 65 d'Eivissa). Celebrà quatre congressos fins al juliol del 1936, i els d'abril-maig del 1936 foren dominats per la lluita entre els prietistes (principalment Jaume Garcia i Obrador i Joan Monserrat Parets) i els caballeristes (Antoni Gil i Antoni Ribas). El primer president havia estat Llorenç Bisbal. Tingué com a òrgan de premsa el setmanari El Obrero Balear.
Fou desarticulada totalment arran de la insurrecció militar del 1936, quan molts dels seus membres foren assassinats, la refundació de la FSB-PSOE no es produí fins al 1975 entorn d'Emilio Alonso i Fèlix Pons, l'any 1990 va prendre el nom de Partit dels Socialistes de les Illes Balears.